# Premonition (Tony MacAlpine)
Premonition è il sesto album in studio da solista del chitarrista statunitense Tony MacAlpine, pubblicato nel 1994.
Vi hanno collaborato tra gli altri Deen Castronovo (batteria) e Jens Johansson (tastiere).

## Tracce
Tutte le tracce sono composte da Tony MacAlpine tranne dove indicato.
1. Opus 28 #18 (Frédéric Chopin) – 0:49
2. The Violin Song – 6:00
3. Ghost of Versailles – 4:30
4. Tower of London – 4:15
5. Rusalka – 7:15
6. Rondeau Partita #2 (Johann Sebastian Bach) – 1:22
7. Gila Monster – 3:37
8. The Czar – 5:22
9. Maestro di Cappella – 4:30
10. Inflection – 5:13
11. Opus 28 #3 (Chopin) – 0:53
12. Animation – 5:05
13. Winter in Osaka – 4:37